# Björn Eriksson (ishockeyspelare)
Björn Eriksson, född 1975, är en svensk ishockeyspelare som spelade i Färjestads BK i mitten av 1990-talet. Han har efter det spelat i Bofors IK 1998-2007 och i Skåre BK 2006-2008. År 2008 lade Eriksson skridskorna på hyllan och tillträdde som ekonomichef i Färjestads BK. Han spelade därefter två säsonger i division 3-laget Hammarö Chiefs 2010-2012.
Björn Eriksson är yngre bror till Clas Eriksson.